# امرنیس
امرنیس (به فرانسوی: Amarens) یک کامین در فرانسه است که در Canton of Cordes-sur-Ciel واقع شده‌است.

## خصوصیات
امرنیس ۴٫۸۸ کیلومترمربع مساحت و ۷۲ نفر جمعیت دارد و ۲۶۵ متر بالاتر از سطح دریا واقع شده‌است.